# Дибків
Дибків (пол. Dybków) — село в Польщі, у гміні Сенява Переворського повіту Підкарпатського воєводства.
Населення — 713 осіб (2011). Площа села — 456 гектарів.

## Історія
На землях Дибкова в 1650 р. збудовано укріплення Сінява, яке в 1676 р. отримало міські права. Знаходилось у Перемишльській землі Руського воєводства.
Згідно з "Географічним словником Королівства Польського" в 1880 р. село належало до Ярославського повіту Королівства Галичини і Володимирії, було 142 будинки і проживали 807 мешканців. Римо-католики і греко-католики належали до парафій у Сіняві. В 1880 р. в Дибкові разом з Вилевою налічувалося 850 греко-католиків.
1906 року у селі було відкрито читальню "Просвіти". В Ярославському повіті вона займала друге місце за кількістю книг — 169 (станом на кінець 1930-х рр.). 99 жителів села були членами читальні.
1928 року в Дибкові було створено кооператив "Народний дім".
На 01.01.1939 в селі проживало 1190 мешканців, з них 700 українців, 460 поляків, 30 євреїв. Село належало до ґміни Сенява Ярославського повіту Львівського воєводства. Греко-католики належали до парафії Сінява Сінявського деканату Перемишльської єпархії.
У середині вересня 1939 року німці окупували село, однак вже 28 вересня 1939 року мусіли відступити, оскільки за пактом Ріббентропа-Молотова правобережжя Сяну належало до радянської зони впливу. 27.11.1939 постановою Верховної Ради УРСР село у складі правобережної частини Ярославського повіту в ході утворення Львівської області включене до Любачівського повіту, а 17 січня 1940 року включене до Синявського району. В червні 1941, з початком Радянсько-німецької війни, село знову було окуповане німцями. В липні 1944 року радянські війська оволоділи селом, а в жовтні 1944 року правобережжя Сяну зі складу Львівської області передано Польщі.
У 1945-46 роках з села було переселено 49 українських сімей (91 особа). Переселенці опинилися в селах Станіславської, Львівської, Тернопільської, Одеської та Херсонської областей. Решту українців у 1947 р. депортовано на понімецькі землі.
У 1975-1998 роках село належало до Перемишльського воєводства.

## Місцеві пам'ятки
- В селі є 2 каплички. Одна з них побудована у XIX столітті, а інша — на межі XVIII і XIX ст.

## Демографія
Демографічна структура станом на 31 березня 2011 року:
|          | Загалом | Допрацездатний вік | Працездатний вік | Постпрацездатний вік |
| -------- | ------- | ------------------ | ---------------- | -------------------- |
| Чоловіки | 361     | 86                 | 245              | 30                   |
| Жінки    | 352     | 55                 | 238              | 59                   |
| Разом    | 713     | 141                | 483              | 89                   |